# Рейхсштатгальтер
Рейхсштатгальтер (нім. Reichsstatthalter «імперський намісник») — представник імперського уряду Німеччини на підвідомчих йому територіях,  завданням якого було спостереження за виконанням політичних директив фюрера і рейхсканцлера.
Серед заходів щодо централізації влади (нім. Gleichschaltung «уніфікація») в Німеччині, її урядом був прийнятий закон від 7 квітня 1933 року «Про злиття областей з імперією», що вводить посаду штатгальтера (намісника) у всіх землях і дає йому значну владу, зокрема, право розпускати ландтаг землі. 30 січня 1935 був прийнятий новий Закон «Про імперських намісників». За цим законом, рейхсштатгальтери (імперські намісники) були на підвідомчих їм територіях «представниками імперського уряду», в завдання яких входило «спостереження за виконанням політичних директив фюрера і рейхсканцлера». Фюрер міг покласти на рейхсштатгальтера керівництво земельним урядом, але право призначення та звільнення чиновників земель залишалося за ним. Фюрер був також рейхсштатгальтером.